# Jacobaea gnaphalioides
Jacobaea gnaphalioides là một loài thực vật có hoa trong họ Cúc. Loài này được (Sieber ex Spreng.) Veldkamp mô tả khoa học đầu tiên năm 2006.